# Timothy Hackworth
Timothy Hackworth, né à Wylam en Angleterre le 22 décembre 1786 et mort le 7 juillet 1850 était un ingénieur dans le domaine des locomotives à vapeur qui vécut à Shildon dans le comté britannique de Durham. Il fut également le premier « surintendant » des locomotives du Chemin de fer de Stockton et Darlington.

## Débuts de carrière
Fils d'un mécanicien et constructeur de chaudières réputé travaillant pour la mine de charbon de Wylam, Timothy Hackworth fit son apprentissage professionnel auprès de ce dernier et lui succéda au sein de la mine en 1807 trois ans après sa mort. Entre-temps, depuis 1804, son propriétaire, Christopher Blackett, envisageait les possibilités d'exploiter l'actuelle ligne de tramway de la ligne (5 miles - 8 km) par traction vapeur. Il demanda à cet égard la création un groupe de travail composé de quatre personnes, dont Timothy Hackworth en tant que nouveau contremaître des forges, et lui-même. Les deux autres étant William Hedley et Jonathan Foster.

## Conception des locomotives

### LaPuffing Billy

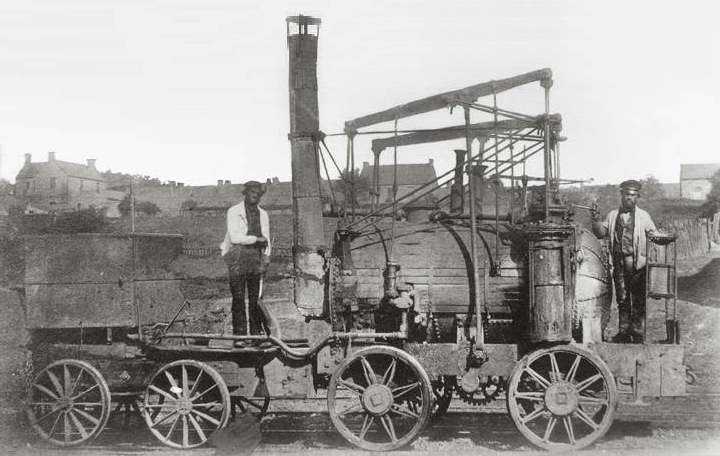
La Puffing Billy en 1862.

La première avancée issue du groupe fut en 1808 le remplacement de l'ancienne ligne de tramway, jusqu'alors de simple bois, par des plaques en fonte. Trois ans plus tard en 1811, après diverses études sur l'adhérence ainsi que les propriétés adhésives de roues lisses d'une voiture qui serait propulsée par un maximum de quatre hommes, une locomotive à un seul cylindre, la Black Billy voit le jour et est testée durant quelques mois rendant des résultats irréguliers.
Il s'avère cependant que le nouveau système de ligne en fonte est encore trop insuffisant pour pouvoir supporter le poids d'une locomotive, et en particulier une toute nouvelle venue, conçue en 1813 et comportant 2 bogies moteurs de quatre roues chacun. La première locomotive sera par ailleurs elle aussi transformée sous cette forme mécanique à partir des années 1830 et toutes deux continueront à servir la mine jusqu'à la fermeture de la ligne en 1862.
Ce qui apparait aujourd'hui comme étant les versions premières de ces engins, et conservées aujourd'hui au Musée scientifique de Londres est connue sous le nom de Puffing Billy. William Hedley et Timothy Hackworth sont considérés comme ses principaux inventeurs.
Peu de temps après ces avancées, Christopher Blackett, le propriétaire de la mine, finit cependant par délaisser le projet du rail pour s'occuper d'affaires personnelles et nomma ainsi Hedley à la direction. Les relations avec Hackworth se tendirent en raison de ses activités méthodistes et de son refus de travail le jour du Sabbat. Celui-ci fut donc finalement contraint de partir en 1816 mais fut rapidement engagé dans la mine de Walbottle où il conserva son statut de contremaître des forges.

### LaRoyal George

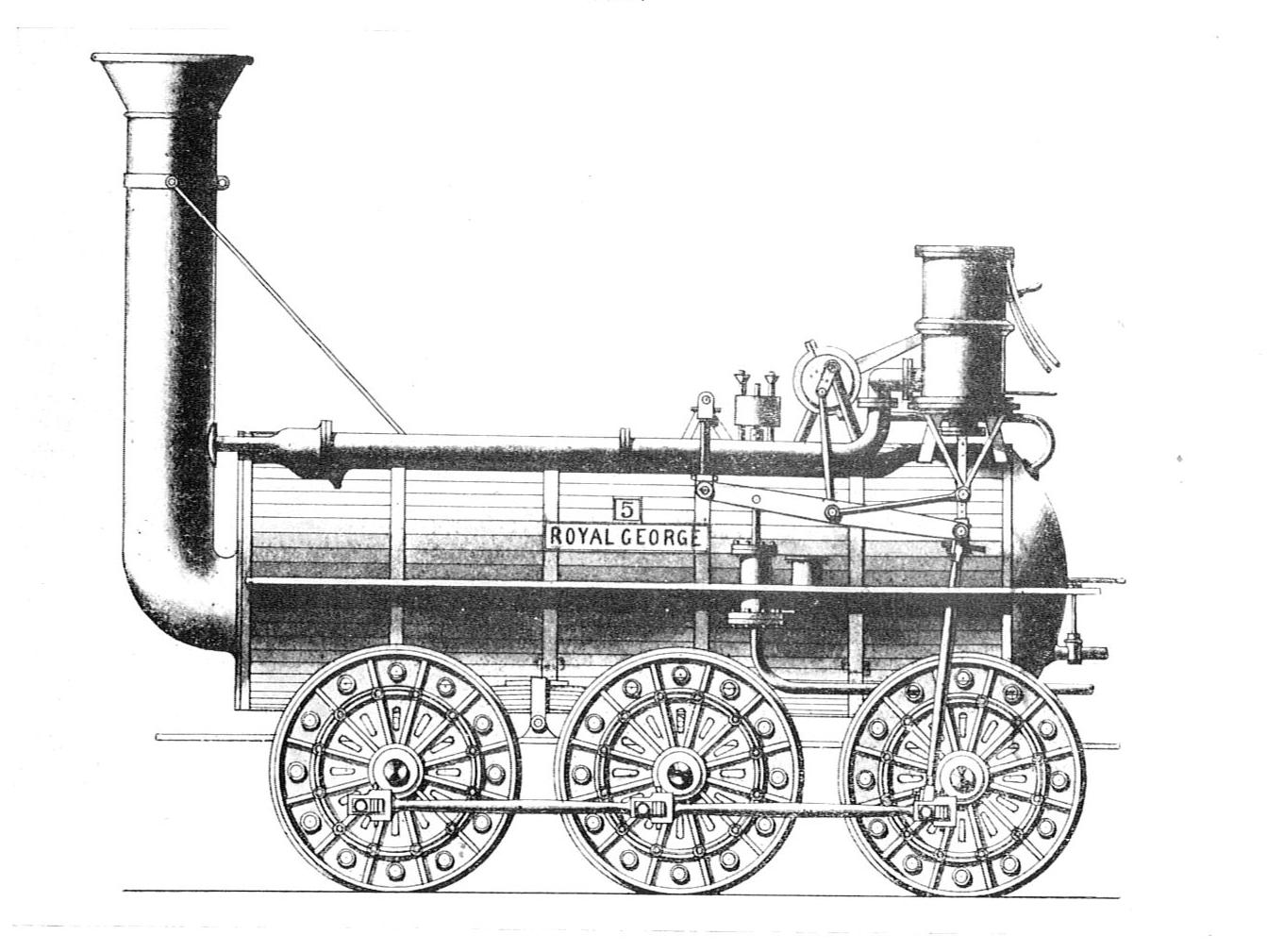
La Royal George de 1827.

En 1824, Timothy Hackworth œuvre auprès George et Robert Stephenson en tant que gestionnaire de secours dans leur usine de Forth Street. Puis il retourne à Walbottle jusqu'à ce que George Stephenson le nomme, le 13 mai 1825, surintendant au sein des chemins de Stockton et Darlington.
Hackworth avait au préalable, durant son année à l'usine de Forth Street, joué un rôle déterminant dans la conception de la Locomotion n°1 de Stephenson, dont le modèle fut livré à la compagnie en 1827 peu de temps avant la cérémonie d'ouverture.
Trois autres locomotives du même type ont également été livrés dans les mois qui suivirent, et les difficultés à les faire entrer dans le service et l'ordre d'exploitation auraient été de nature à risquer de compromettre l'utilisation des locomotives à vapeur pour les années à venir. Mais la persistance d'Hackworth pour tenter de résoudre le problème aboutit au développement en 1827 de la première locomotive adéquate adaptée aux rigueurs de la voie de service tous les jours. Baptisée Royal George.
Celle-ci présente de nouvelles fonctionnalités clés qui lui permettent d'assurer au mieux les services du rail, tel qu'un « blastpipe » (tuyau éjecteur de vapeur) parfaitement aligné. Hackworth en sera d'ailleurs reconnu comme l'inventeur exclusif de ce concept réutilisé par la suite par les Stephenson lors de la conception de sa Rocket.
C'est vraisemblablement ce pourquoi Timothy Hackworth est resté connu du monde de la vapeur. Depuis l'époque de Richard Trevithick il a en effet toujours été de pratique de renvoyer la vapeur d'échappement des cylindres dans la cheminée à l'aide de tuyaux éjecteur pour plus de commodité et une réduction du bruit. Tandis que Hackworth tenta d'instaurer l'équilibre automatiquement « parfait entre la production de vapeur et son utilisation » en envisageant la chaudière et le blastpipe comme deux dispositifs distincts et non plus confondus.

### La Sans Pareil

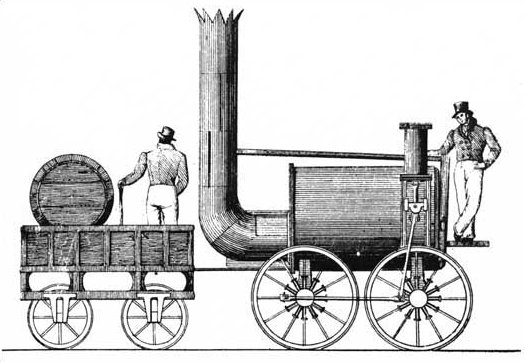
La Sans Pareil de 1829.

L'année 1829 voit la construction de la Liverpool and Manchester Railway, la première ligne de chemin de fer « inter-city » (jusqu'alors il s'agissait surtout de lignes courtes reliant des mines de charbon aux villes avoisinantes), créant alors un grand potentiel de trafic voyageurs et marchandises. Mais toutes les locomotives construites à ce jour, y compris celles de la Stockton et Darlington ayant été prévues pour le fret lent et un service passagers traité avec une seule voiture attelée, les locomotives à venir sur cette ligne se devaient donc d'être beaucoup plus polyvalentes.
Pourtant les choses avaient fini par se compliquer avec les nouvelles qui sévissaient en rapport aux problèmes rencontrés sur le chemin de fer de Stockton et Darlington, et qui donna lieu à de nombreuses controverses quant au type de force motrice à préférer. George Stephenson, toujours ingénieur civil de la ligne, s'est montré sans surprise fermement en faveur de la traction à vapeur. Timothy Hackworth en tant que surintendant vapeur, a en outre affirmé que malgré ses difficultés il restait optimiste.
Malgré cela, et afin d'en arriver à un type de locomotive efficace, les administrateurs de la ligne mirent en place le concours de Rainhill, qui vit se confronter entre autres Hackworth, avec ses propres ressources très limitées qui entra avec sa nouvelle locomotive la Sans Pareil, et Stephenson avec sa Rocket.
La locomotive de Hackworth fut considérée trop lourde mais fut néanmoins autorisée à subir l'épreuve. Malheureusement la coulée défectueuse du cylindre conduisit à des fuites de vapeur et à l'abandon prématuré du concours.
Ce fut la Rocket de Stephenson qui finit par gagner le concours, mais Hackworth continua malgré tout à améliorer sa machine, et la compagnie de Liverpool et Manchester finirent par la lui acheter.

## Fin de carrière

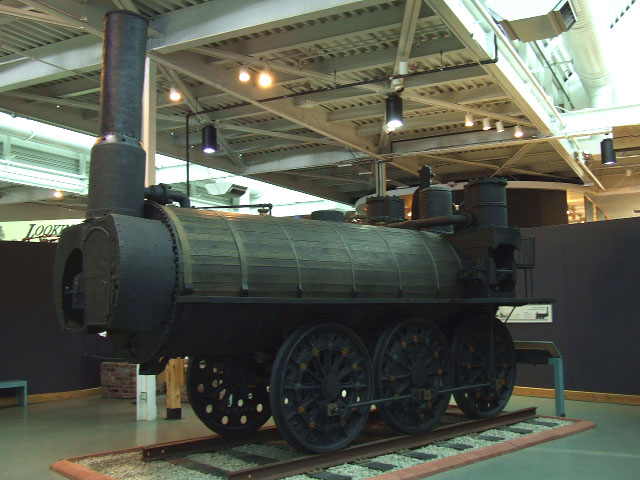
La Samson de 1839 170 ans plus tard, en 2009, au musée de l'industrie de Nouvelle-Écosse.

Hackworth continua par la suite et malgré tout de travailler pour le Stockton and Darlington Railway, mais en ayant en parallèle monté sa propre entreprise de production de locomotives dont son fils, John Wesley Hackworth, a également pleinement contribué.
Parmi les constructions l'on retrouve notamment en 1836 la première locomotive à circuler en Russie, en 1838 la Samson destinée au chemin de fer des mines d'Albion en Nouvelle-Écosse (Canada).
Enfin peu avant sa mort, en 1849 ce dernier s'impliqua dans la conception dans son nouveau et dernier modèle, la Sans Pareil II.

## Héritage
Aujourd'hui une école de sa ville natale Shildon porte son nom et sa maison a été reconvertie en musée, en tant qu'annexe du National Railway Museum britannique situé non loin de là, à York. La Samson de 1839 est par ailleurs toujours conservée au musée de l'industrie de Nouvelle-Écosse.